# Fantômette chez le Roi
Fantômette chez le Roi est le 15e roman de la série humoristique Fantômette créée par Georges Chaulet.
Le roman, publié en 1970 dans la Bibliothèque rose des éditions Hachette, comporte 183 pages.
Il évoque la tentative de Fantômette de contrecarrer les plans du Furet. Le bandit souhaite utiliser une machine à voyager dans le temps pour extorquer de fortes sommes d'argent à un industriel riche et naïf. Le « roi » évoqué dans le titre est Louis XIV.

## Notoriété
De 1961 à 2000, les ventes cumulées des titres de Fantômette s'élèvent à 17 millions d'exemplaires, traductions comprises.
Le roman Fantômette chez le Roi a donc pu être vendu à environ 200 000 exemplaires.
Comme les autres romans, il a été traduit en italien, espagnol, portugais, en flamand, en danois, en finnois, en turc, en chinois et en japonais.

## Personnages principaux
- Personnages « gentils » récurrents
  - Françoise Dupont / Fantômette : héroïne du roman.
  - Ficelle : amie de Françoise et de Boulotte.
  - Boulotte : amie de Françoise et de Ficelle.

- Personnages « méchants » récurrents
  - Le Furet : bandit et voleur, ennemi récurrent de Fantômette.
  - Alpaga : homme de main du Furet.
  - Bulldozer : homme de main du Furet.

- Autre personnage important
  - Pierre de Taille[3] : industriel riche et naïf.

## Résumé
Remarque : le résumé est basé sur l'édition cartonnée non abrégée parue en 1970 en langue française.
- Mise en place de l'intrigue (chapitres 1 à 3)

Le roman commence par un cours de l'institutrice, Mlle Bigoudi, sur le Siècle de Louis XIV. Un peu plus tard, Françoise propose à ses amies Boulotte et Ficelle d'aller visiter le château de Versailles.
Durant la visite du château, Françoise croit remarquer la silhouette d'un homme qu'elle connaît bien : le Furet. Que fait-il ici ? S'est-il échappé de prison ? Les trois jeunes filles le suivent : il se rend dans une boutique à Versailles dont il semble être le propriétaire, un magasin d'antiquités.
Le soir même, Fantômette va espionner le magasin du Furet. Le bandit discute avec Alpaga et Bulldozer, ses hommes de main, évoquant la cour au temps de Louis XIV, le château royal, les habits, us et coutumes de l'époque. Les trois hommes évoquent aussi un trajet d'environ deux heures qu'ils vont bientôt faire avec leur camionnette. Prestement, la jeune aventurière se dissimule dans le camion. Le voyage a lieu. Fantômette assiste sans se faire voir à la livraison par le Furet de meubles anciens à un homme. Une fois les meubles livrés, et Fantômette s'étant de nouveau cachée dans la camionnette, le Furet et ses hommes rentrent à Versailles.
- Aventures et enquête (chapitres 4 à 12)

L'homme à qui le Furet a livré des meubles s'appelle Pierre de Taille, un industriel ayant fait fortune dans la fabrication et le négoce du sucre.
Le lendemain, Ficelle et Boulotte ont décidé de surveiller elles-mêmes le magasin du Furet. S'étant déguisées, elles surveillent l’entrée. Arrive Françoise qui se moque d'elles. On vient de livrer dans le magasin un gros colis. Les trois jeunes filles décident d'aller enquêter à l'intérieur du magasin et de questionner habilement le Furet. Elles engagent la conversation avec le bandit qui perce rapidement à jour leurs déguisements. Interrogée en première, Ficelle perd toute contenance et évoque la livraison qui a été faite un peu plus tôt. Le Furet ricane et propose aux jeunes filles de leur montrer le colis. Il s'agit d'une sorte de grosse boîte en fer, munie de hublots, pouvant contenir quatre personnes. L'objet est alimenté par du courant électrique et comporte une console munie de boutons. Le Furet leur révèle qu'il s'agit d'une machine à remonter dans le temps qu'il a appelée « Tempotron ». La machine est amenée près du château de Versailles, mise en marche, un vrombissement retentit et après un éclair éblouissant, se retrouve au temps de Louis XIV : médusées, les jeunes filles voient à travers le hublot des courtisans déambuler dans les jardins du château. Puis le Furet fait revenir, après un nouvel éclair, l'engin spatio-temporel au XXe siècle. Le Furet informe les jeunes filles qu'il a bénéficié d'une libération conditionnelle pour bonne conduite.
À leur retour, un homme les attend : il s'agit de Pierre de Taille. À la demande du Furet, Ficelle et Boulotte confirment le voyage dans le temps, tandis que Françoise reste dubitative. Un peu plus tard, Pierre de Taille et le Furet discutent longuement. Une fois séparés, Fantômette entre dans la voiture de l'industriel et lui demande ce que le Furet et lui ont prévu. Sans difficulté, l'homme répond qu'il va voyager dans le temps dès le lendemain et que moyennant 1000 louis d'or, il sera anobli par Louis XIV par lettres patentes.
Le lendemain, il se rend comme prévu près du château de Versailles, portant un habit de noble du XVIIe siècle. Il s'attend à être présenté au roi par son grand chambellan, M. de la Tramontane. Le Furet se présente. Les hommes entrent dans l'engin temporel. Ils se retrouvent au temps de Louis XIV. Ils sortent de l’engin et attendent. Monté sur un cheval, un jeune page surgit alors : il tend à Pierre de Taille un parchemin royal d'anoblissement et réclame l'argent. L’homme lui remet les louis d'or. Heureux d'être nommé « marquis de Parcy-Parla », il demande au Furet de revenir au XXe siècle. Pour sa part le Furet est furieux : le jeune page était Fantômette déguisée ! Mais il ne peut que ramener son client au XXe siècle.
Le « marquis de Parcy-Parla » invite Françoise, Ficelle et Boulotte à une grande fête costumée le 1er novembre suivant, au château de Parcy-Parla. Les jeunes filles louent des costumes et se rendent à la fête. En écoutant une conversation entre Pierre de Taille et le Furet, Françoise apprend que l'industriel va payer 3000 louis d'or pour être nommé « ministre d'État » par Louis XIV. Le second voyage dans le temps aura lieu le lendemain soir.
Françoise révèle alors à Ficelle et Boulotte que le Furet n'a jamais détenu de machine à voyager dans le temps : il s'agit d'une escroquerie faite à un homme crédule de le persuader de voyager dans le temps pour gagner beaucoup d'argent. Les personnes que les jeunes filles avaient aperçues déambuler dans les jardins du château de Versailles étaient des figurants payés par le Furet. Françoise évoque l'escroquerie faite par Vrain-Lucas à l'égard de Michel Chasles au XIXe siècle.
Le Furet en veut à Fantômette d'avoir fait échouer les précédent « voyage dans le temps ». Le soir du bond temporel, il la guette et la fait prisonnière quand il l'aperçoit près du Tempotron. La jeune fille est placée dans un sac, bien fermé. Puis le Furet rencontre Pierre de Taille. Les deux hommes se placent dans la machine et « voyagent dans le temps ». Un cavalier surgit, récupère les trois mille louis d'or et remet à l'industriel un nouveau parchemin par lequel le roi le nomme ministre d'État. Puis les deux hommes « reviennent au XXe siècle ». Pierre de Taille rentre chez lui tandis que le Furet souhaite s'occuper sérieusement de Fantômette, emprisonnée dans le sac.
- Dénouement et révélations finales (chapitre 13 ; épilogue)

La jeune fille en question n'est pas Fantômette mais Ficelle ! Elle voulait surveiller le Furet et a été prise par lui pour la justicière. Alors que le Furet autorise Bulldozer à frapper Ficelle, Fantômette surgit de la fenêtre. Fantômette libère Ficelle et lui enjoint de quitter les lieux. Un duel a lieu entre le Furet et Fantômette, à l'issue duquel la jeune fille a le dessus. Elle lui ordonne de cesser de commettre des escroqueries avec une fausse machine à voyager dans le temps, ce que le Furet promet. Fantômette quitte les lieux, tandis que le Furet s'annonce satisfait d'avoir pu escroquer l'industriel de la valeur de 3000 louis d'or.
Coup de théâtre : l’argent contenu dans la bourse a été volé par la justicière et remplacé par des cailloux.
Quelques jours plus tard, la somme de 4000 louis d'or est livrée anonymement au « marquis de Parcy-Parla », accompagné d'un parchemin signé de Louis XIV qui invite le marquis à remettre la somme à l'orphelinat de Versailles. Homme d'honneur, Pierre de Taille remet la somme à l'orphelinat.

## Remarque
- L'autre ennemi de Fantômette, le Masque d'argent, créera une machine appelée « Cosmotron » (Fantômette et le Masque d'argent - 1973).